# Fría como el viento
Fría como el viento (français : Froide comme le vent) est une ballade écrite, produite et arrangée par Juan Carlos Calderón et interprétée par le chanteur mexicain Luis Miguel. Elle est sortie comme single de l'album Busca una Mujer (1988), nommé aux Grammy Awards. La chanson est devenue le troisième single numéro un pour le chanteur dans le classement Billboard Hot Latin Songs après Ahora Te Puedes Marchar en 1987 et La incondicional, le single précédent.
La chanson a été interprétée par le chanteur lors de tournées de promotion, principalement dans des medleys, en même temps que des chansons de son répertoire des années 1980.

## Contexte
Sorti en tant que troisième single de l'album studio Busca una Mujer de Luis Miguel, Fría como e viento est devenu une chanson à succès et a été inclus dans la liste des titres de sa tournée 20 Años en 1990,. Cinq ans plus tard, lors de ses prestations en direct à l'Auditorium national de Mexico, la chanson a été interprétée dans un medley avec Yo que no vivo sin tí, Culpable O No, Más Allá de Todo, Entrégate, Tengo todo excepto a tí (en) et La incondicional. Ce pot-pourri a ensuite été inclus dans son album El concierto. En 2005, la chanson a été incluse sur la compilation Grandes éxitos. Des rumeurs ont circulé sur le réenregistrement de cette chanson en duo avec la chanteuse mexicaine Paulina Rubio ou l'interprète chilienne Myriam Hernández. Cependant, cet enregistrement n'a jamais eu lieu puisqu'il a été annoncé que l'album suivant de Miguel à l'époque, Cómplices (2008), serait son premier album complet écrit et produit par le chanteur-compositeur espagnol Manuel Alejandro.

## Classements
La chanson a fait ses débuts dans le classement Billboard Hot Latin Songs à la 27e place dans la semaine du 2 septembre 1989, pour se hisser dans le top 10 quatre semaines plus tard. Fría como e viento a atteint la première place le 21 octobre, lors de sa huitième semaine, et a occupé cette position pendant deux semaines consécutives, remplaçant Si Voy a Perderte par la chanteuse et compositrice cubano-américaine Gloria Estefan et étant remplacée par Chayanne avec Fuiste un Trozo de Hielo en la Escarcha. Deux semaines plus tard, la chanson a atteint à nouveau la première place, et a été remplacée une semaine plus tard par Chayanne,. La chanson s'est classée à la 30e place du hit-parade de fin d'année des Hot Latin Songs en 1989.

## Reprises
Plusieurs interprètes ont enregistré des reprises, notamment Los Byby's, Jimmy González & Grupo Mazz, El Momento ou encore Frankie Negrón.